# Kasumi (tàu khu trục Nhật)
Kasumi (tiếng Nhật: 霞) là một tàu khu trục hạng nhất của Hải quân Đế quốc Nhật Bản thuộc lớp tàu khu trục Asashio bao gồm mười chiếc được chế tạo vào giữa những năm 1930. Kasumi đã tham gia nhiều hoạt động tại Mặt trận Thái Bình Dương trong Chiến tranh Thế giới thứ hai trước khi bị máy bay Hải quân Mỹ đánh chìm trong Chiến dịch Ten-go vào ngày 7 tháng 4 năm 1945.

## Thiết kế và chế tạo
Được chấp thuận cho chế tạo trong khuôn khổ Chương trình Bổ sung Vũ khí Hải quân Nhật Bản thứ hai (Maru-2), những chiếc trong lớp tàu khu trục Asahio có kích thước lớn hơn và nhiều khả năng hơn so với lớp tàu khu trục Shiratsuyu dẫn trước, vì các nhà thiết kế hải quân Nhật Bản không còn bị gò bó trong những giới hạn của Hiệp ước Hải quân London. Những con tàu có kích cỡ tương đương tàu tuần dương hạng nhẹ này được thiết kế để tận dụng ưu thế dẫn đầu của Nhật Bản trong kỹ thuật ngư lôi, để tháp tùng lực lượng tấn công chủ lực của Hạm đội Nhật cũng như để tấn công cả ngày lẫn đêm nhắm vào Hải quân Hoa Kỳ, khi họ băng ngang Thái Bình Dương theo giả định của lý thuyết chiến lược Nhật Bản. Cho dù là một trong những lớp tàu khu trục mạnh mẽ nhất thế giới vào lúc hoàn tất, không có chiếc nào sống sót qua cuộc Chiến tranh Thái Bình Dương.
Kasumi được đặt lườn vào ngày 1 tháng 12 năm 1936, được hạ thủy vào ngày 18 tháng 11 năm 1937 và đưa ra hoạt động vào ngày 28 tháng 6 năm 1939.

## Lịch sử hoạt động
Vào ngày 6 tháng 4 năm 1945, Kasumi tháp tùng thiết giáp hạm Yamato từ vùng biển nội địa Nhật Bản hướng về phía Okinawa trong Chiến dịch Ten-Go, cuộc tấn công tự sát sau cùng của hải quân. Kasumi bị máy bay của Lực lượng Đặc nhiệm 58 Hải quân Hoa Kỳ đánh hỏng vào ngày 7 tháng 4; tàu khu trục Fuyuzuki đã cứu vớt những người sống sót rồi đánh đắm nó bằng hai quả ngư lôi, ở vị trí cách 275 km (150 dặm) về phía Tây Nam Nagasaki, ở tọa độ 31°B 128°Đ / 31°B 128°Đ.